# Jacqueline Cramer

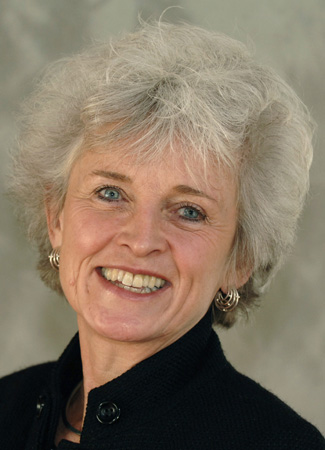
Jacqueline Cramer

Jacqueline Marian Cramer (* 10. April 1951 in Amsterdam) ist eine niederländische Umweltwissenschaftlerin und -politikerin. Für die Partij van de Arbeid war sie von 2007 bis 2010 Bau- und Umweltministerin der Niederlande.

## Leben und Wirken
Nach dem Abitur studierte sie von 1969 bis 1970 Philosophie, Botanik und Biochemie an der University of Arkansas, anschließend Biologie an der Universität Amsterdam, wo sie 1976 promovierte.
Cramer war von 1976 bis 1989 als Dozentin an der Universität Amsterdam tätig, leitete dort bis 1982 die Abteilung für „Biologie und Gesellschaft“, anschließend jene für die wissenschaftsoziologisch orientierte „Wissenschaftsdynamik“. Von 1985 bis 1987 war sie zudem die Vorsitzende der zu Friends of the Earth gehörenden niederländischen Umweltschutzorganisation Milieudefensie. 1989 wurde Cramer der Posten als Listenführerin von GroenLinks angetragen, was sie jedoch trotz früherer Unterstützung des Bündnisses ablehnte.
Bis 1995 war sie am Studienzentrum für Technologie und Politik der Niederländischen Organisation für Angewandte Naturwissenschaftliche Forschung tätig. Von 1990 bis 1996 hatte sie zudem eine Stiftungsprofessur für Umweltschutz an der Universität Amsterdam inne, bevor sie an die Katholische Universität Brabant wechselte, wo sie bis 1999 die Stiftungsprofessur für Umweltmanagement begleitete. 1999 gründete sie ein eigenes Beratungsbüro für Nachhaltigkeitsmanagement (Sustainable Entrepreneurship). Von 1999 bis 2005 war sie außerdem Professorin für Umweltmanagement an der Erasmus-Universität Rotterdam und anschließend Professorin für nachhaltiges Unternehmertum am Copernicus-Institut der Universität Utrecht.
Cramer war außerdem Mitglied im Aufsichtsrat von Shell Nederland und von der Regierung bestelltes Mitglied im Wirtschafts- und Sozialrat der Niederlande. Weiterhin war sie als Mitglied im Aufsichtsrat des niederländischen World Wildlife Fund und im nationalen Rat für Verkehr, Wasserwirtschaft und öffentliche Arbeiten sowie im Rat für Umwelt- und Naturforschung tätig und Vorsitzende der Plattform „Bewohner und nachhaltiges Bauen“.
Am 22. Februar 2007 wurde Cramer im vierten Kabinett Balkenende zur Ministerin für Wohnungswesen, Raumordnung und Umwelt ernannt. Am 23. Februar 2010 trat Cramer wegen des niederländischen Militärengagements in Afghanistan von ihrem Ministeramt zurück. Sie war dann als Direktorin des Utrecht Sustainability Institute und zugleich als Professorin für Nachhaltigkeitsinnovationen an der Universität Utrecht tätig. Weiterhin ist sie Mitglied des Amsterdam Economic Board und fungiert als Botschafterin der Kreislaufwirtschaft in der Metropolregion Amsterdam.

## Schriften (Auswahl)
- J. Cramer (1980): Gebruik van oecologische gegevens in de besluitvorming: De inpoldering van de Markerwaard als voorbeeld.
- J. Cramer (Hg.) (1987): Mission-Orientation in Ecology. The Case of Dutch Fresh-Water Ecology. Amsterdam.
- J. Cramer (1989): De Groene Golf; Geschiedenis en toekomst van de milieubeweging.
- J. Cramer (1990): Responsiveness of Scientific and Technological Institutes to Environmental Change in The Netherlands.
- J. Cramer (1996): Corporate Social Responsibility and Globalisation: An Action Plan for Business
- J. Cramer (1999): Towards Sustainable Business. Connecting Environment and Market, SMO.
- J. Cramer (2003): Learning About Corporate Social Responsibility: The Dutch Experience.
- Fred Feddes, J Cramer, WTS Vertalingen (2008): The Almere Principles: For an Ecologically, Socially and Economically Sustainable Future of Almere 2030.
- J. Cramer (2014): Milieu. Elementaire Deeltjes 16.